# Cyanacrylate
Unter Cyanacrylat, Cyanoacrylat oder Alkylcyanacrylat versteht man polymerisierbare, bei Raumtemperatur flüssige chemische Verbindungen (Monomere), die häufig als Klebstoffe verwendet werden.
Diese werden meist unter den Bezeichnungen Sekundenkleber oder Super Glue (engl.) bzw. eingedeutscht als „Superkleber“ gehandelt, im gewerblichen und industriellen Bereich auch als CA-Klebstoff.
Der Name kommt daher, dass es sich sowohl um ein Nitril, veraltet und irreführend „Cyanoverbindung“ genannt, als auch um eine Acrylverbindung handelt.

## Eigenschaften
Chemisch gesehen handelt es sich um Ester der Cyanacrylsäure mit unterschiedlich langen Alkyl-Ketten. Als Beispiele lassen sich 2-Cyanacrylsäuremethylester, n-Butylcyanacrylat und 2-Octylcyanacrylat nennen. Letztere werden heute in medizinischen Klebern eingesetzt. In flüssiger Form besteht Cyanoacrylat aus Monomeren wie Methyl-2-cyanacrylat (C5H5NO2; molare Masse: 111,1 g/mol) oder Ethyl-2-cyanacrylat (C6H7NO2; mol. Masse: 125,2 g/mol). Die spezielle Eigenschaft dieses Acryl-Harzes ist seine Fähigkeit zur anionischen Polymerisation, wobei ein Poly(alkylcyanacrylat) entsteht. Diese wird bereits durch geringe Konzentrationen an Hydroxid-Ionen gestartet (Reaktion siehe Abb.), so dass bereits die Hydroxidkonzentration durch Autoprotolyse (10−7 mol/L) unbehandelten Wassers genügt und ebenso die übliche Luftfeuchtigkeit. Daher müssen die Monomere unter Luftausschluss oder mit feuchtigkeitsabsorbierendem Natriumsilikat zusammen gelagert werden.

Anionische Polymerisation von Methylcyanacrylat (Nu = Nucleophil)

Ein Cyanacrylat-Polymer ist eine lange Kette, die sehr gut an Oberflächen haftet und wasserfest ist. Die Polymerisationsreaktion ist (abhängig von der in der Umgebung vorhandenen Feuchte) bereits nach wenigen Minuten weitgehend abgeschlossen, volle Festigkeit erreicht der Stoff dann nach etwa 2 Stunden. Für spezielle Zwecke wurden Beschleuniger entwickelt, die auf Kosten der Endfestigkeit die Reaktion auf wenige Sekunden verkürzen. Durch organische Lösungsmittel wie Aceton oder 2-Butanon kann der Klebstoff problemlos gelöst werden. Bei Verklebungen auf der Haut kann wegen der besseren Verträglichkeit auch Pflanzenöl verwendet werden. Bei tiefen Temperaturen treten durch unterschiedliche Wärmeausdehnungskoeffizienten und der Sprödheit des glasartigen Polymerisats, wie auch bei anderen Klebstoffen, hohe mechanische Spannungen an der Klebfläche auf, und das eingefrorene Objekt „geht aus dem Leim“.
Die Polymerisationsreaktion von Cyanacrylatklebern ist stark exotherm. Während beim flächigen Verkleben von Werkstücken immer eine ausreichende Wärmeabfuhr gewährleistet ist, kann bei verschüttetem Klebstoff an brennbaren Materialien Selbstentzündung auftreten. Ein paar Tropfen auf einem Baumwollhemd reichen hierzu zwar nicht aus, dennoch sollte man beim Umgang mit Cyanacrylat stets Vorsicht walten lassen, zumal die Baumwolle verkohlen bzw. sich irreversibel verfärben kann.

## Geschichte, Anwendung
Cyanacrylat wurde erstmals vom amerikanischen Chemiker Harry Coover, der bei der Firma Eastman Kodak in New York an der Entwicklung von optischen Prismen für Waffen arbeitete, während des Zweiten Weltkriegs 1942 entdeckt. Er experimentierte mit den im Flugzeugbau verbreiteten durchsichtigen Acrylat-Kunststoffen und ersetzte eine Methylgruppe durch eine Cyanogruppe. Die extreme Klebrigkeit der Substanz, die bei der Verarbeitung störte, verhinderte zunächst ihren industriellen Einsatz,
bald wurde diese Eigenschaft aber gewinnbringend vermarktet. Coover arbeitete damals bei der Firma Tennessee Eastman mit Fred Joyner (1922–2011) und erinnerte sich 1951 wieder an seine alte Entdeckung. Joyner versuchte zunächst das Material für Düsenjet-Cockpits als hitzebeständige durchsichtige Beschichtung zu verwenden und verklebte aus Versehen zwei Linsen in einem teuren Laborgerät, das er so ruinierte. Coover erkannte daraufhin die Bedeutung als Sofortkleber. Cyanacrylat wurde 1956 patentiert und mit Eastman 910 kam 1958 der erste Klebstoff auf dieser Basis in den Handel. In der TV-Show I’ve got a secret demonstrierte Coover öffentlichkeitswirksam die Klebewirkung, indem er zwei Metallzylinder zusammenklebte, an denen sich der Moderator kurz darauf hochheben ließ. Cyanacrylate haben heute als „Sekundenkleber“ einen festen Platz in Handwerk und Modellbau und sind in einer Vielzahl von Viskositäten und Eigenschaften verfügbar.
Für die Medizin stellte die Firma Eastman 1964 bei der FDA, der US-Behörde für Lebensmittel- und Arzneimittelsicherheit, den Antrag, mit Cyanacrylat-Klebern menschliches Gewebe und Wunden kleben zu dürfen. Die spezielle Polymerisationsreaktion (siehe oben) hilft etwa bei Unfällen oder nahtlosen chirurgischen Eingriffen. Dank der Eigenschaft, massive Blutungen zu stoppen, entwickelte sich Cyanacrylat schnell zu einem bedeutenden Instrument für Chirurgen und hat bis heute zahlreiche Menschenleben gerettet. Im Vietnamkrieg wurden Cyanacrylat-Sprays als schneller Wundverband verwendet, wegen möglicher Hautreizungen wurden diese Klebstoffe allerdings nicht zur zivilen Verwendung freigegeben. Erst als im Jahre 1998 die Variante 2-Octylcyanacrylat entwickelt wurde, konnte sich der Sprühverband auch im zivilen Gesundheitswesen verbreiten.
Seit 2011 sind in Europa Klebstoffe auf Cyanacrylat-Basis als Venenkleber für Therapieformen am Venensystem, zum Beispiel zur Behandlung von Krampfadern, zugelassen.
In der Kriminaltechnik wird Cyanacrylat benutzt, um Fingerabdrücke sichtbar zu machen. Die Flüssigkeit wird dazu erhitzt und die entstehenden Dämpfe schlagen sich auf Fingerspuren nieder, die dazu allerdings noch eine gewisse Restfeuchtigkeit aufweisen müssen. Die Fingerspur wird dann als weißes Muster sichtbar.